# Morten Beck (fodboldspiller, født 1994)
 For alternative betydninger, se Morten Beck. (Se også artikler, som begynder med Morten Beck)
Morten Beck (født 6. december 1994) er en dansk fodboldspiller, der spiller for KR Reykjavik.
Han kan både spille begge backs og på hele midtbanen, men har primært spillet højre back i hans senior karriere. 
Beck skiftede til det islandske storhold KR Reykjavik i starten af 2016, hvor han fik succes og blev årets spiller i klubben og kom på
Årets hold i den islandske liga på højre back.

## Klubkarriere
Morten Beck er født og opvokset i Skærbæk ved Tønder og spillede i den lokale Skærbæk Boldklub. Beck blev opdaget af den daværende U/17-træner fra Haderslev FK, Rene Hakala, til et indendørsstævne, hvilket førte til et skift til denne klub, mens Beck stadig var U/15-spiller. Han fik i første omgang en ungdomskontrakt, og i januar 2014 fik han kontrakten forlænget og ændret til en fuldtidskontrakt.
Morten Beck fik debut 18/8-2013 i en kamp i Superligaen mellem SønderjyskE og Viborg, hvor han blev skiftet ind til sidst i kampen. 
Han har arbejdet sig op til Superliga-holdet, hvor han i løbet af sæsonen 2013/14 har spillet kampe i Superligaen og efterhånden har fået en mere fast plads på holdet.
Efter at Jacob Michelsen blev træner i SønderjyskE i sommeren 2015, gled Beck ud af planerne og blev lejet ud uden succes til AC Horsens, der lå i 1. division, for resten af efteråret. Becks kontrakt med Sønderjyske udløb den 31/12-2015, og derefter skiftede han til islandske KR Reykjavik.
Her opnåede han stor succes og blev kåret til årets spiller i klubben og kom på årets hold i ligaen.

## Landsholdskarriere
Beck fik qua sine gode præstationer i starten af 2014/15-sæsonen debut for Danmarks U/20 landshold i en venskabskamp mod Liverpools U/21-hold, hvor han spillede højre back. 
Derudover blev han udtaget til U/21-landsholdets samling i Tyrkiet i januar 2015, hvor han sammen med andre talenter fra årgang 1994 og ned fik spilletid i to kampe imod henholdsvis Dinamo Bukarest og Kinas U/23. 